# Профилометрия
Профилометрия (англ. profilometry) — процесс измерения («снятия») профиля сечения поверхности в плоскости, перпендикулярной к ней и ориентированной в заданном направлении.

## Описание
Графическое изображение профиля, снятого в ходе профилометрии, называется профилограммой. Информация, получаемая в ходе обработки профилограмм, используется для расчёта стандартных параметров и позволяет производить качественную и количественную оценку шероховатости исследуемых поверхностей. Множество профилограмм, снятых с определённым шагом и последовательно расположенных в трёхмерной системе координат, даёт наглядное представление о топографии поверхности.
Регистрация профилограмм, а также получение трёхмерного изображения поверхностей твёрдых тел может производиться приборами контактного или бесконтактного типа. Приборы, предназначенные для этого, называются профилометрами или профилографами. В приборах контактного типа копирование профиля осуществляется путём перемещения иглы по шероховатой исследуемой поверхности. К приборам бесконтактного типа относятся оптические и растровые электронные микроскопы, а также приборы, использующие для сканирования поверхности монохроматическое (в частности, лазерное) излучение.

## Применение

### В судебной экспертизе
Оптическая профилометрия представляет собой неразрушающий и эффективный метод анализа изменений морфологии поверхности высыхающих пятен крови, что актуально для судебной экспертизы, включая анализ формы пятен и определение времени, прошедшего с момента их образования.

### 3Д-печать
Профилометрия с помощью лазерного сканера и микроскопа может применяться для оценки качества поверхности и точности периметра изделий, напечатанных методом FDM, путём анализа влияния высоты слоя, температуры и скорости печати на шероховатость и однородность поверхности. Измерения и статистический анализ (бокс-плот диаграммы) позволили выявить оптимальные параметры печати для достижения наилучшего качества.